# Uloborus humeralis
Uloborus humeralis là một loài nhện trong họ Uloboridae.
Loài này thuộc chi Uloborus. Uloborus humeralis được miêu tả năm 1882 bởi Hasselt.